# Crocothemis
Crocothemis là một chi chuồn chuồn ngô thuộc họ Libellulidae, phân họ Sympetrinae. Nhiều loài trong chi này được tìm thấy ở Nam Âu, châu Phi, châu Á, Úc và tây nam Thái Bình Dương. Chúng là các loài chuồn chuồn ngô có kích thước nhỏ đến trung bình.

## Các loài
Chi này gồm các loài:
- Crocothemis brevistigma Pinhey, 1961
- Crocothemis corocea Navás, 1918
- Crocothemis divisa Karsch, 1898 - Divisa Scarlet, Slender Scarlet, Slender Scarlet-darter[2]
- Crocothemis erythraea (Brullé, 1832) - Scarlet Darter,[3] Broad Scarlet[4]
- Crocothemis misrai Baijal & Agarwal, 1956
- Crocothemis nigrifrons (Kirby, 1894) - Black-headed Skimmer[5]
- Crocothemis sanguinolenta (Burmeister, 1839) - Little Scarlet, Slim Scarlet-darter, Small Scarlet[6]
- Crocothemis saxicolor Ris, 1921 - Granite Scarlet[7]
- Crocothemis servilia (Drury, 1773) - Scarlet Skimmer,[8] Oriental Scarlet[9]
- Crocothemis striata Lohmann, 1981

## Hình ảnh

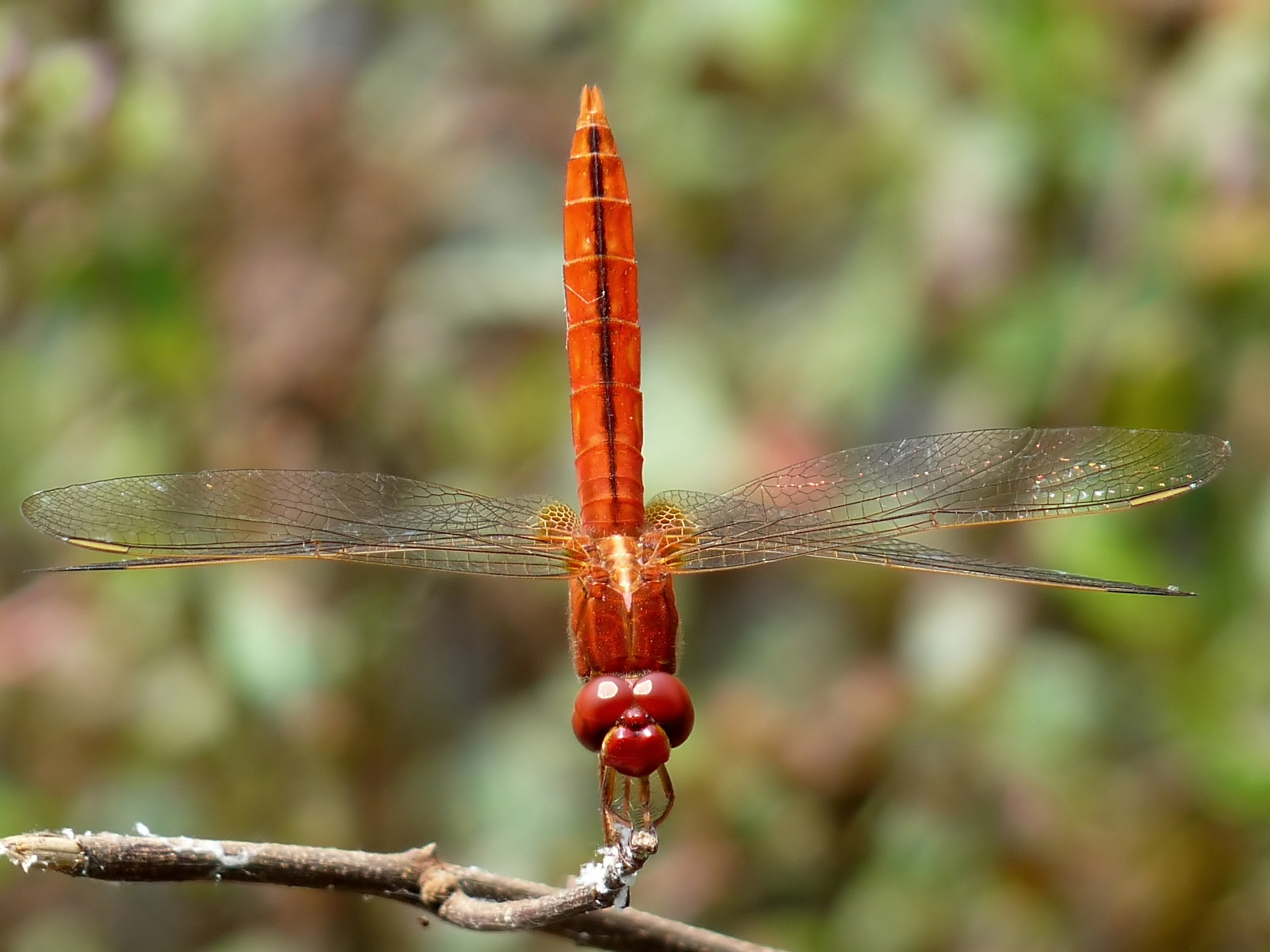
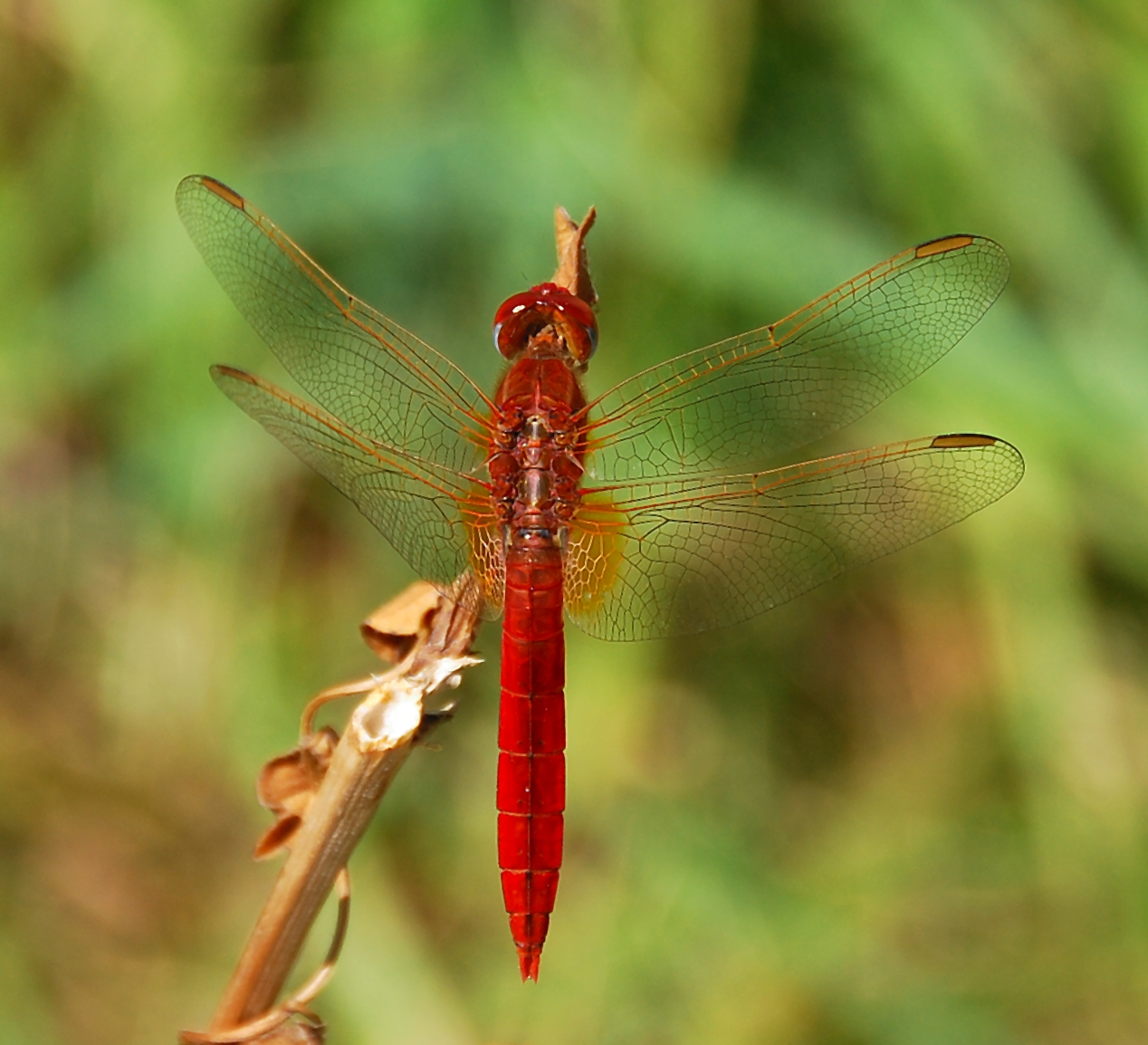
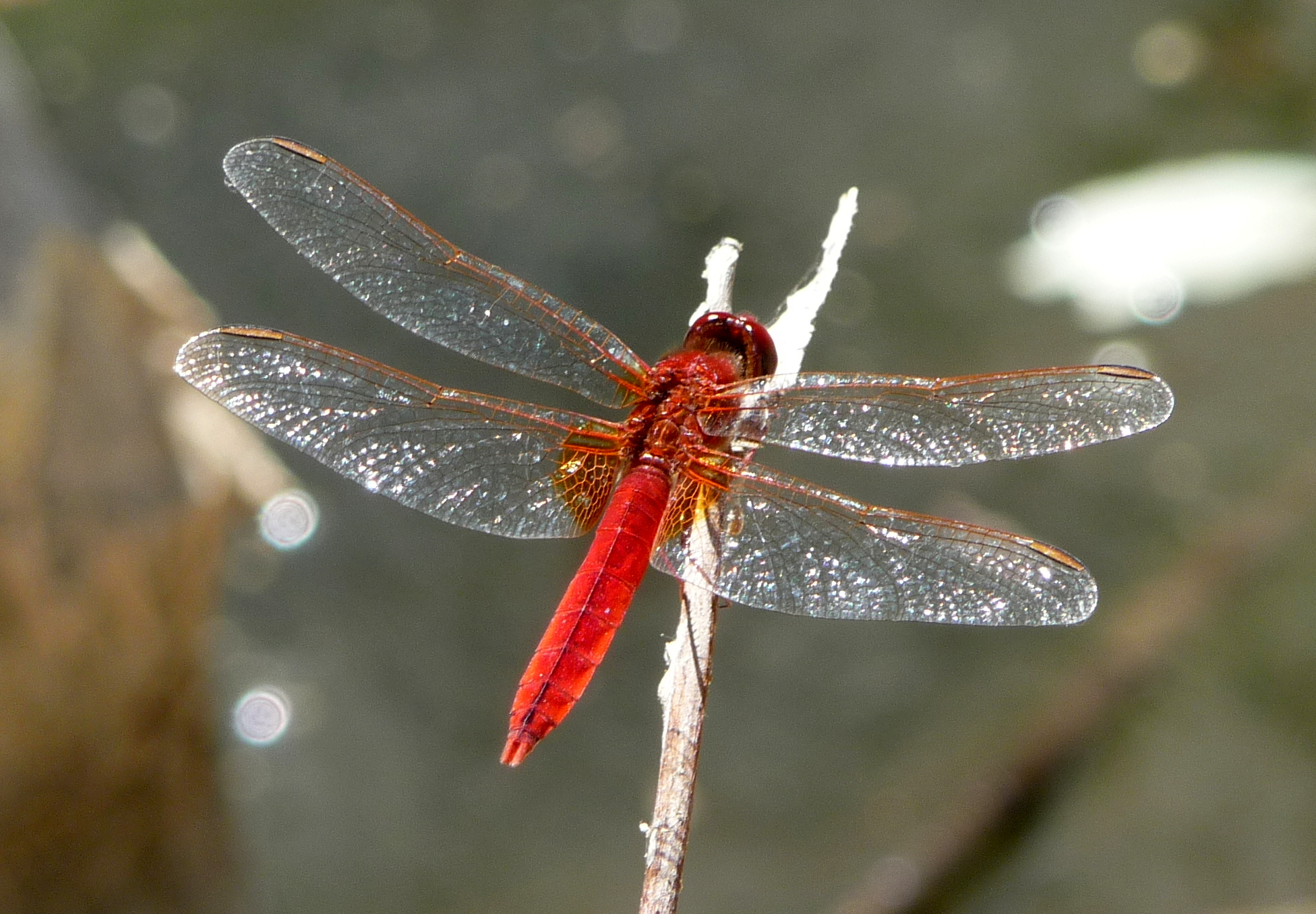
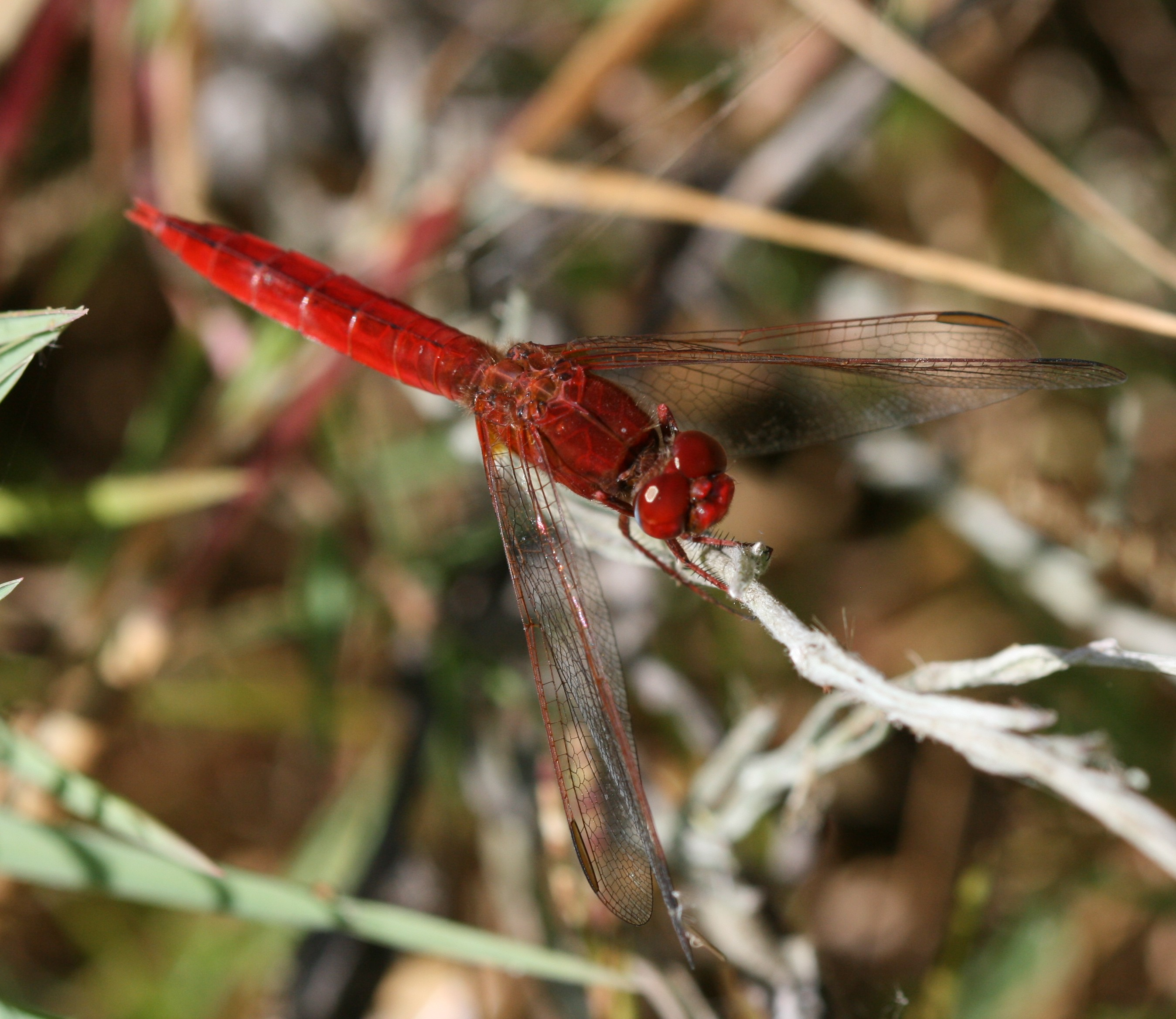